# Гебер, Георгий Гансович
Георгий Гансович Гебер (1889, Нарва — 1960, Ленинград) — советский руководитель промышленности.

## Биография
Сын дворника из Нарвы. Начал трудовую деятельность слесарем Балтийского завода. Через год перешёл на Путиловский завод чертежником.
Сблизился с большевиками, в 1919 году вступил в РКП(б).
С 1922 года — коммерческий и финансовый директор, член правления «Электротока», предшественника нынешнего «Ленэнерго».
С 1925 года работал в Ленинградском областном Совнархозе.
С 1927 года член правления Коммунального банка. Знакомство с только что назначенным председателем правления Василием Кондриковым.
В 1929 возвращён на прежнее место работы — заместителем председателя правления «Электротока». Причина- переписка с родственниками из Эстонии.
В декабре 1930 г. направлен по мобилизации на заготовку дров в Лужский район, а затем на торфоразработки.
По приглашению Кондрикова в июле 1931 года начал работу в тресте «Апатит» в Мурманском округе Ленинградской области.
В 1933 году награждён орденом Трудового Красного Знамени.
1 июня 1936 года назначен руководителем треста «Апатит» вместо отстраненного и впоследствии приговоренного к растрелу Кондрикова.
Арестован НКВД в 1938 году. Провел два года в Мурманской тюрьме.
19 июля 1939 года Военный трибунал Северного военного флота снял с него обвинения и освободил из-под стражи под подписку «о неотлучке с места жительства».
Переехал в Ленинград к дочери, работал в Ленинградском отделении института «Гидропроект». Восстановлен в партии,
Во время блокады и до апреля 1945 работал в конторе, обеспечивавшей дровами Дзержинский район Ленинграда.
Трудовой путь закончил в должности начальника отдела Ленгортопа.
В 1957 перенёс инсульт. Умер в 1960 году.
Похоронен на Богословском кладбище Санкт-Петербурга.

## Семья
Жена- Ольга Андреевна из Нарвы. Дочь- Елена, 1920 года рождения.